# Wyoming Highway 433
Der Wyoming Highway 433 (kurz: WYO 433) ist eine 30,27 km lange State Route im US-Bundesstaat Wyoming, die in Süd-Nord-Richtung im Bighorn Basin verläuft.

## Streckenverlauf
Der Wyoming Highway 433 beginnt an der Kreuzung mit U.S. Highway 20 und Wyoming Highway 789 im westlichen Ortsausgang von Worland, unmittelbar nördlich der Mündung des Fifteenmile Creek in den Bighorn River. Von dort verläuft er, parallel zum Big Horn Canal sowie zum Bighorn River, durch das Washakie County in nördliche Richtung, passiert den CDP West River und überquert den Tenmile Creek. Nach 17,5 km erreicht der Highway das Big Horn County, wo er weiterhin entlang des Bighorn River nach Norden verläuft und nach insgesamt 30,27 km an der Kreuzung mit U.S. Highway 16 und Wyoming Highway 789 westlich von Manderson endet. Der WYO 433 dient als Alternativroute zu den östlich des Bighorn River verlaufenden Highways US16 und WYO789.

## Belege
1. 1 2  AARoads: Wyoming State Route Log: 400 through 499. Abgerufen am 28. März 2025 (amerikanisches Englisch).